# Neurhede
Neurhede (Emsländer platt: Näirheede) is een Ortsteil in het zuidwesten van de Duitse gemeente Rhede, in de Duitse deelstaat Nedersaksen en maakt deel uit van de Landkreis Emsland.

## Geografie
Neurhede ligt tussen Leer en Meppen, direct aan de Nederlandse grens. Neurhede heeft 471 inwoners (1 januari 2014). Het Ortsteil heeft een oppervlakte van 5,95 km².
Neurhede wordt in het noorden begrensd door het dorp Rhede, in het oosten door het dorp Borsum, in het zuiden door de gemeente Heede (dat deel uitmaakt van de Samtgemeinde Dörpen) en in het westen door de vestingstad Bourtange, dat behoort tot de Nederlandse gemeente Westerwolde.

## Geschiedenis
Neurhede (= Nieuw Rhede) werd gesticht op 3 juli 1788, toen 37 boeren ten zuiden van Rhede een veenkolonie stichtten in het Bourtangermoeras.
Op 1 januari 1973 werd de voormalige Samtgemeinde Rhede omgezet in een gemeente. De ooit zelfstandige gemeente Neurhede ging toen op in de huidige gemeente Rhede.

## Politiek
Het ortschaft Neurhede heeft een Ortsrat (dorpsraad) met vijf leden. Raadsleden die in het Ortschaft wonen, hebben een raadgevende stem in de Ortsrat. Frank Hunfeld is Ortsbürgermeister van Neurhede.

## Galerij

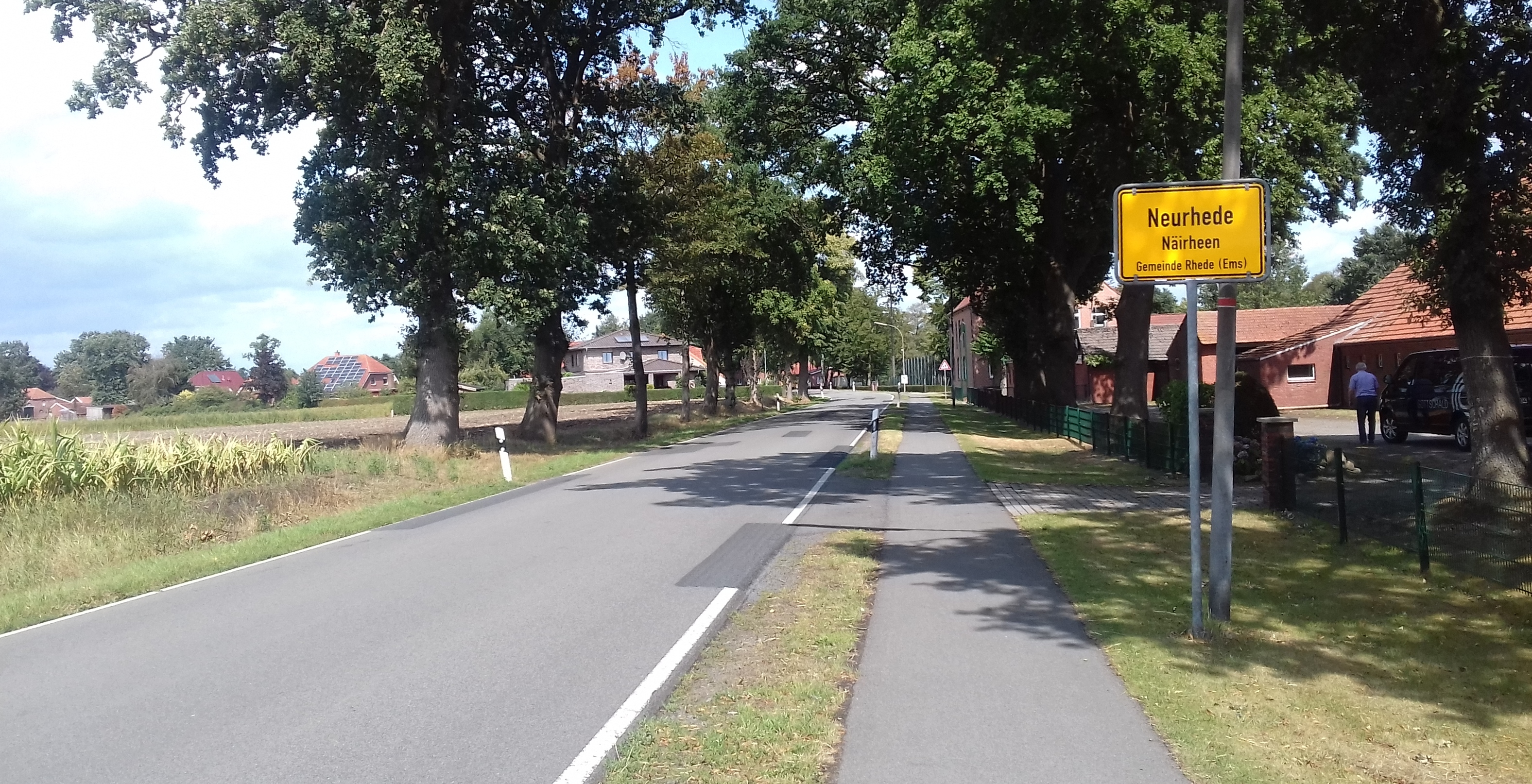
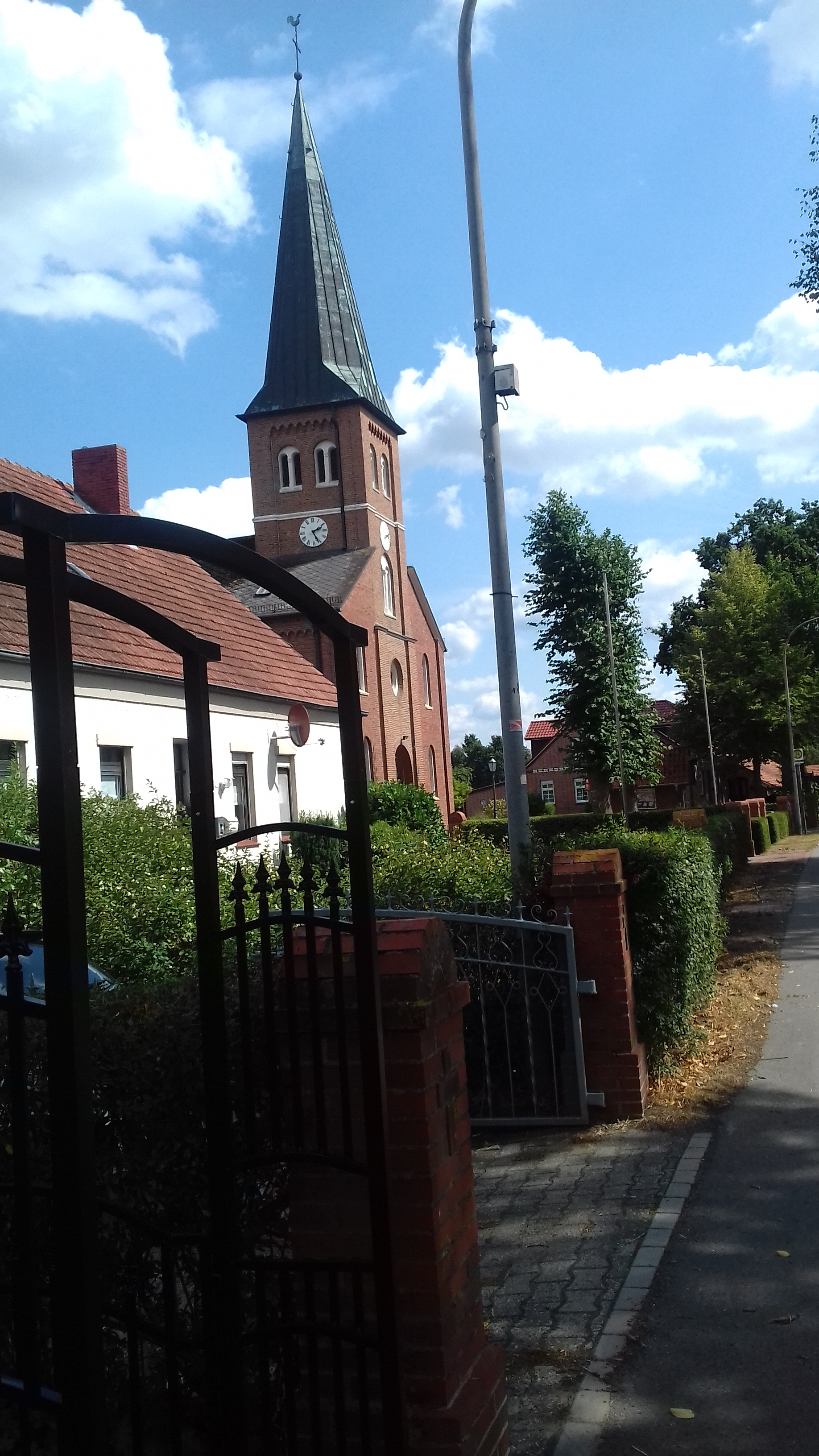
Kerk van Neurhede